# 인화여자중학교
인화여자중학교(仁花女子中學校)는 대한민국 인천광역시 미추홀구 도화동에 있는 공립 중학교이다.

## 학교 연혁
- 1947년 10월 20일 : 성광중학원 설립인가
- 1953년 2월 4일 : 인천성광기술학교로 승격
- 1954년 8월 11일 : 인천 성광중학교로 승격
- 1964년 11월 13일 : 인화여자중학교 6학급 인가
- 1964년 12월 15일 : 초대 김병길 교장 부임
- 1965년 3월 3일 : 인천 성광중학교에서 선인중학교와 인화여자중학교로 남녀학생 분리편입
- 1966년 2월 19일 : 제1회 99명 졸업
- 1994년 3월 1일 : 선인재단 시립화 및 공립화
- 2023년 3월 1일 : 제27대 안효삼 교장 부임
- 2024년 1월 5일 : 제59회 284명 졸업(누계 25,231명)
- 2024년 3월 4일 : 신입생 288명 입학

## 참고 자료
- 인화여자중학교 - 한국교육학술정보원 학교알리미